# Bacterionema matruchotii
Bacterionema matruchotii – Bakteria Gram (+) stanowiąca florę fizjologiczną jamy ustnej. Wzrasta na pożywkach wzbogaconych w lekko zasadowym pH. W komórce mogą być obecne drobne ziarnistości cytoplazmatyczne, także barwiące się dodatnie metodą Grama. W skład ściany komórkowej wchodzą kwasy mykolowe, co jest stosunkowo rzadkim zjawiskiem.